# Condado de Taylor (Texas)
O Condado de Taylor é um dos 254 condados do estado norte-americano do Texas. A sede do condado é Abilene, e sua maior cidade é Abilene.
O condado possui uma área de 2 381 km² (dos quais 9 km² estão cobertos por água), uma população de 126 555 habitantes, e uma densidade populacional de 53 hab/km² (segundo o censo nacional de 2000).
O condado foi criado em 1858.